# Invadopodi
Gli invadopodi sono protrusioni create da cellule cancerose che servono da base per lo sviluppo del tumore in altre parti del corpo.
Le cellule formano gli invadopodi a partire dall'enzima RhoC, a sua volta regolato dalle molecole p190RhoGEF e p190RhoGAP, necessarie per avviare il processo di metastatizzazione in sedi diverse dal punto di origine della neoplasia.